# Spilogona trisetalis
Spilogona trisetalis este o specie de muște din genul Spilogona, familia Muscidae, descrisă de Zielke în anul 1971. Conform Catalogue of Life specia Spilogona trisetalis nu are subspecii cunoscute.